# The Calm
The Calm è un EP del gruppo horrorcore Insane Clown Posse.

## Tracce
1. "Intro" — 1:29
2. "Rollin' Over" — 3:42
3. "Rosemary" — 3:40
4. "Crop Circles" — 3:49
5. "Deadbeat Moms (featuring Esham)" — 3:07
6. "We'll Be Alright" — 4:37
7. "Like It Like That" — 3:02
8. "Off The Track" — 3:56